# Exoprosopa albicollaris
Exoprosopa albicollaris är en tvåvingeart som beskrevs av Joseph Hannum Painter 1962. Exoprosopa albicollaris ingår i släktet Exoprosopa och familjen svävflugor. Inga underarter finns listade i Catalogue of Life.